# Alaria esculenta
Badderlocks (Alaria esculenta) es una especie de macroalga laminarial de la familia Alariaceae propia del Atlántico septentrional. Es un alga comestible y un alimento tradicional de los habitantes del Atlántico norte. Se consume cruda o cocida en Groenlandia, Islandia, Escocia e Irlanda. 

## Descripción
Crece hasta alcanzar unos 2 m de largo. Toda su fronda es marrón y consiste de una característica nervadura central con una lámina membranosa ondulada de hasta  7 cm de ancho a ambos lados. La fronda no posee ramificaciones y se angosta hacia su extremo. La base tiene un estipe corto que surge de un  rizoide. El estipe puede tener varios esporofilos con forma de bate y que miden unos 20 cm de largo y 5 cm de ancho que portan las esporas.
Esta alga crece a partir de un estipe corto cilíndrico adosado a las rocas mediante un rizoide de raíces ramificadas y crece hasta alcanzar unos 20 cm de largo. El estipe se continúa en la fronda formando una larga nervadura central. Todas las demás especies de algas marrones grandes y sin ramificaciones que se encuentran en las islas británicas no poseen nervadura central. Su lámina es delgada, y membranosa con un margen ondulado.

## Distribución y ecología

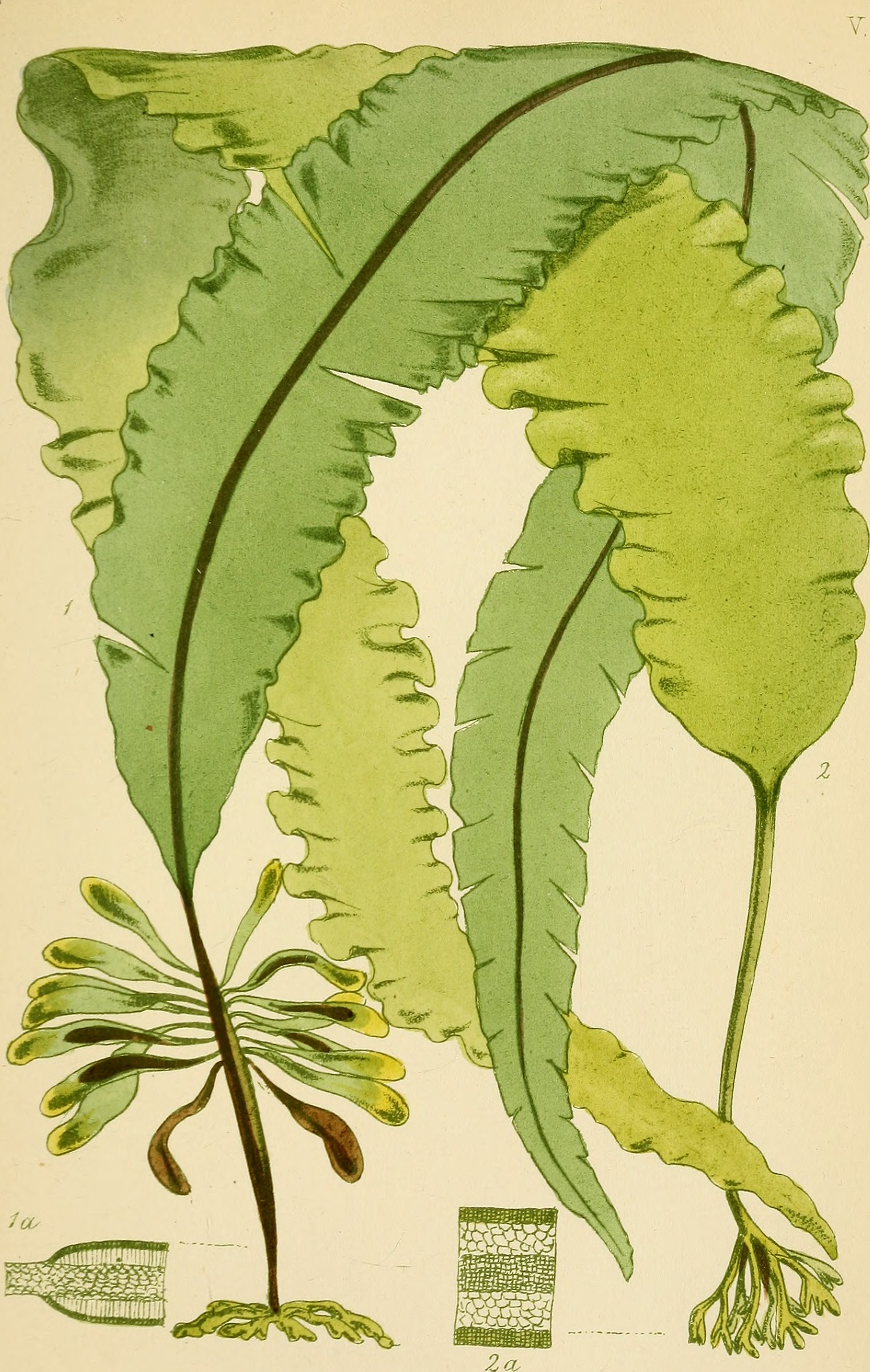
Alaria esculenta, algas marinas británicas (1867) - Samuel Octavus Gray, ilustraciones botánicas.

Alaria esculenta es muy común en Irlanda, donde se la denomina Láir o Láracha, y en las islas británicas excepto en el sur y este de Inglaterra. Es una especie perenne.
Es un alga de gran porte común en costas muy expuestas al oleaje fijándose a las rocas justo por debajo de la línea de baja marea en la "franja Laminaria", y es común en las costas rocosas expuestas al oleaje. Comparada con otras algas su ritmo de crecimiento es relativamente rápido, alcanzando el 5.5% por día y tiene un peso húmeda de unos 2 kg por metro cuadrado. Puede alcanzar longitudes de hasta 2.5 m de largo. Su distribución se solapa en alguna medida con la de Fucus serratus y algo más con Laminaria digitata. Se desarrolla entre límites mínimo y máximo de luz solar de entre unos 5 y 70 W por metro cuadrado respectivamente. Su distribución también se encuentra limitada por la salinidad del agua, la exposición al oleaje, la temperatura, y el nivel de estrés general. Estos y otros atributos de las algas se resumen en Lewis (1964) y Seip 1980.
A partir del estipe se desarrollan esporofilos similares a hojas y producen zoosporas.
A. esculenta puede producir florotaninos y lípidos oxidados que le proporcionan funciones protectoras contra elevados niveles de radiaciones  fotosintéticamente activas y radiaciones UV.

## Distribución mundial
En Europa se la encuentra en las costas de Groenlandia, Islandia, Islas Feroe, Noruega, Francia, Helgoland y Países Bajos. En América del Norte el alga se encuentra en las costas de Alaska, Labrador y Massachusetts.